# Iveco Bus Crossway LE
Le Crossway LE (LE pour Low Entry (entrée basse)) est un autocar à plancher bas fabriqué et commercialisé par les constructeurs Irisbus puis Iveco Bus depuis 2007. Dès 2014, Iveco Bus appose son logo sur la calandre. Il a pour but principal de rouler sur des lignes BHNS/CHNS urbaine, périurbaine et interurbaine courte.
Il sera lancé avec un moteur Iveco ayant la norme européenne de pollution Euro 4 puis, au fil des années, seront améliorés jusqu'à la norme Euro 6. Il sera produit en République tchèque dans l'usine de Vysoké Mýto (ex-Karosa).
Le Crossway LE remplace l'Irisbus Agora Moovy.

## Historique
Le Crossway LE est fabriqué depuis 2007 et succède indirectement à l'Irisbus Agora Moovy.

### Sous la marque Irisbus(2007 - 2013)
Les Crossway LE ont été pour la toute première fois fabriqués puis livrés à partir de 2007 et restera sous la marque Irisbus jusqu'en 2013.

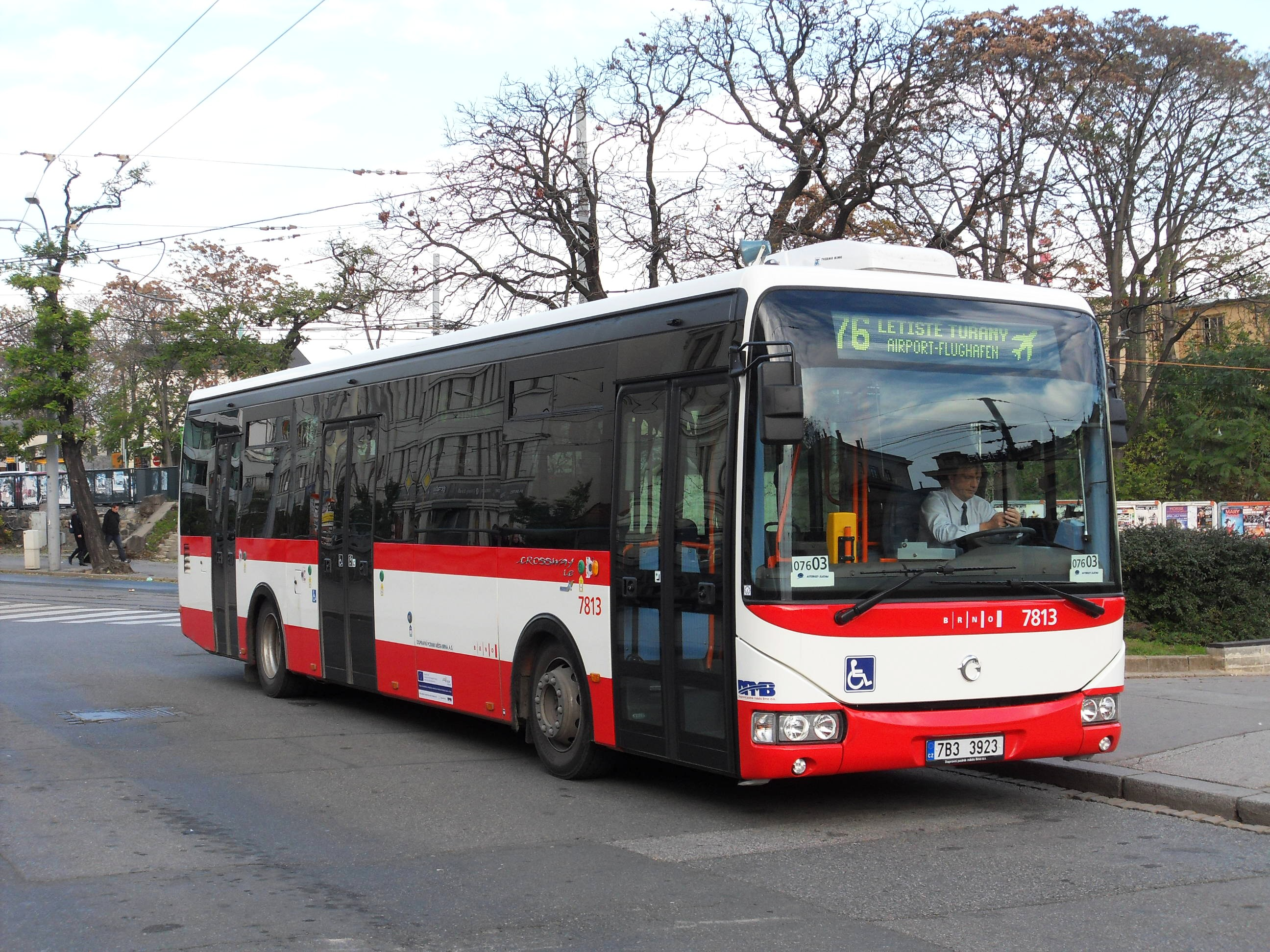
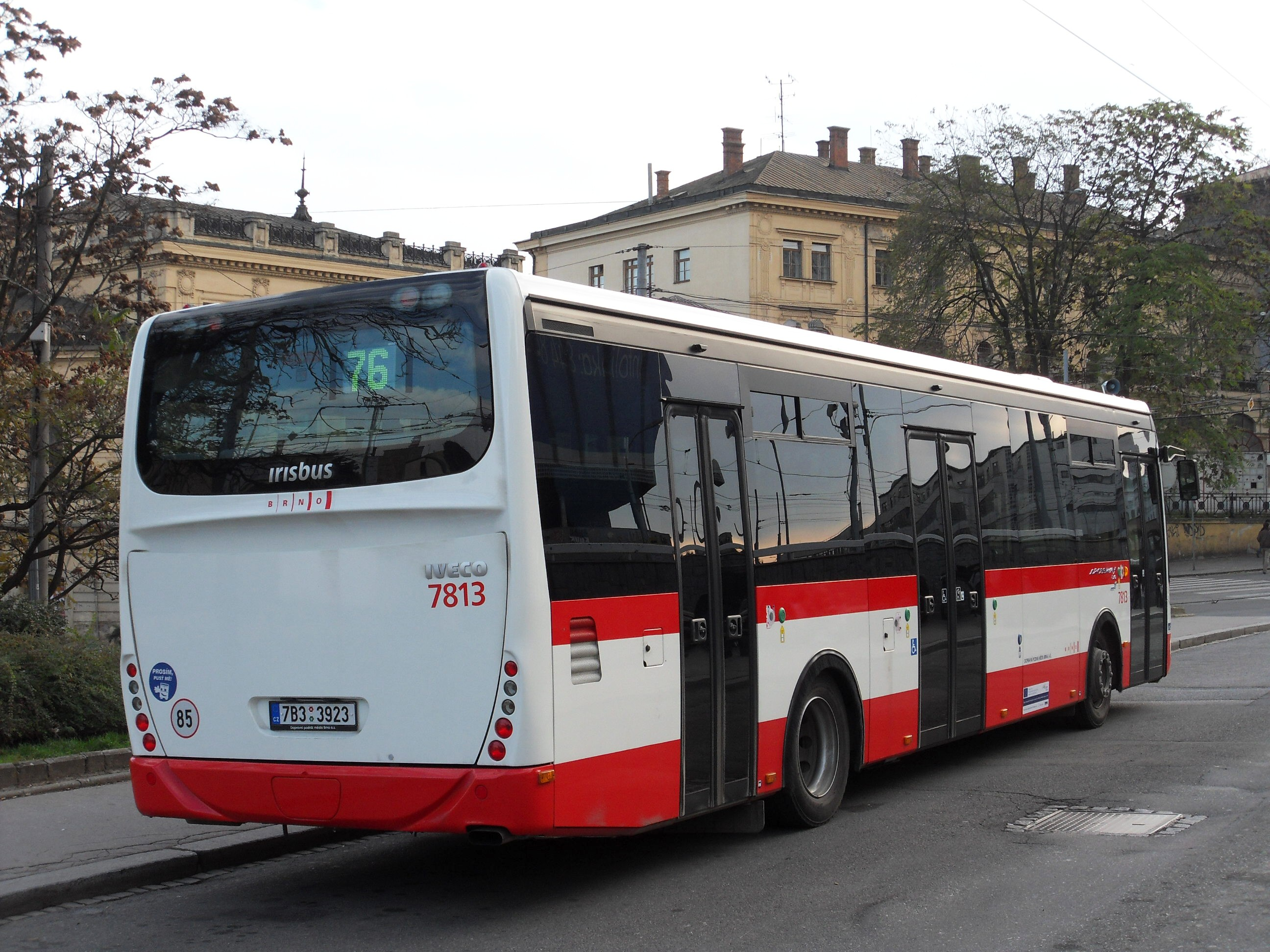
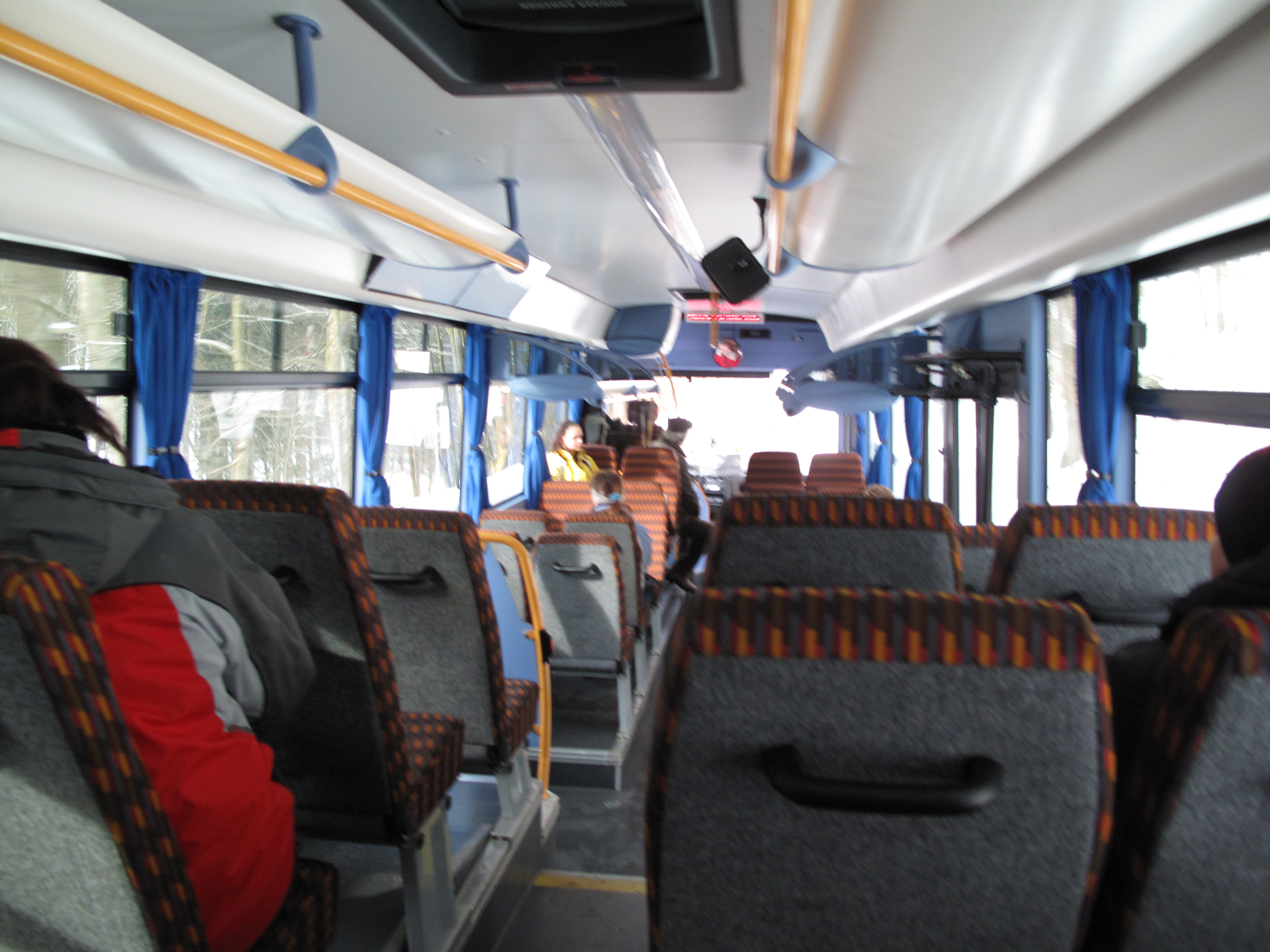
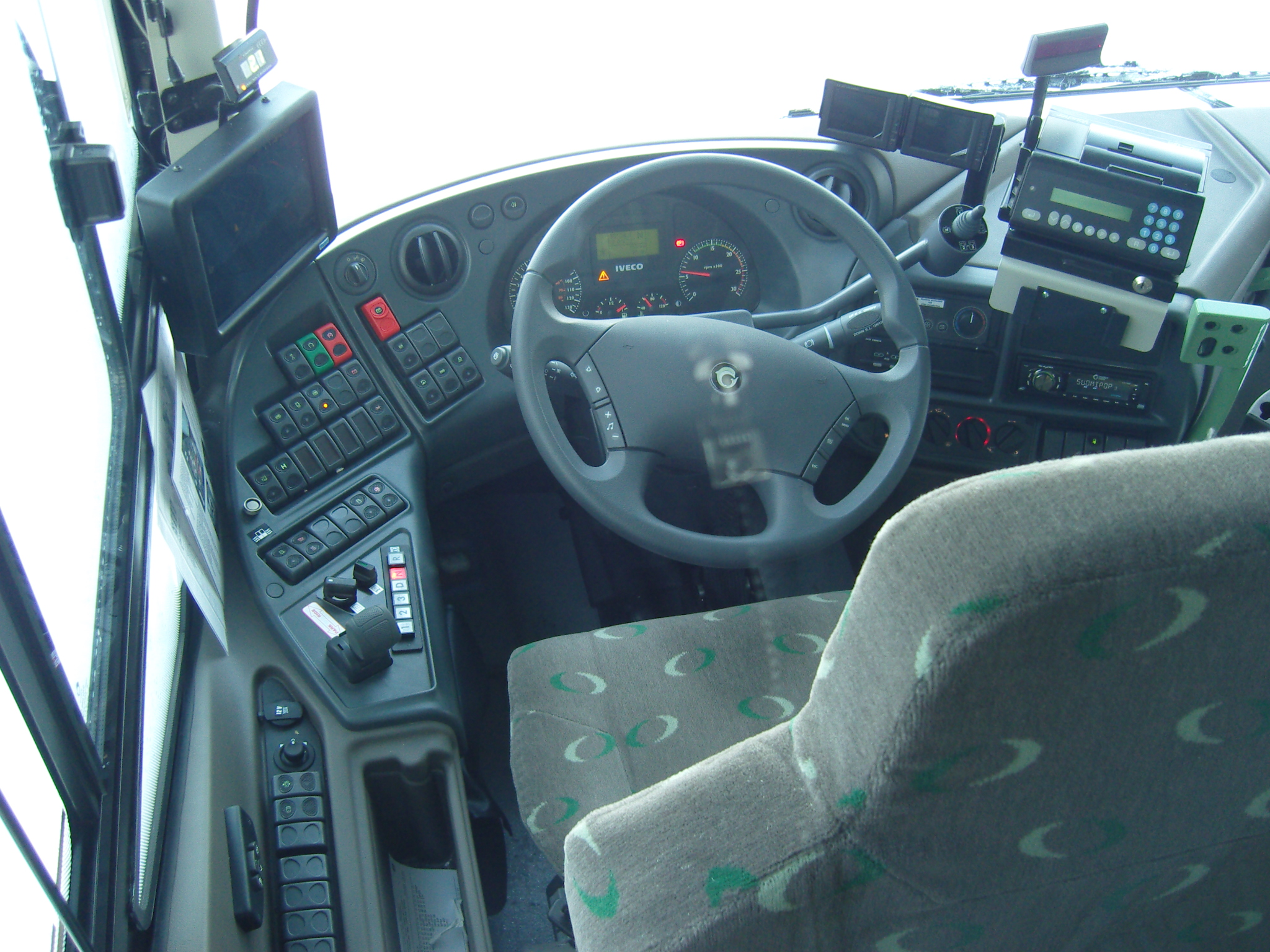

### Sous la marque Iveco Bus(2013 - ...)
En 2013, Iveco Bus lance la deuxième version du Crossway LE.

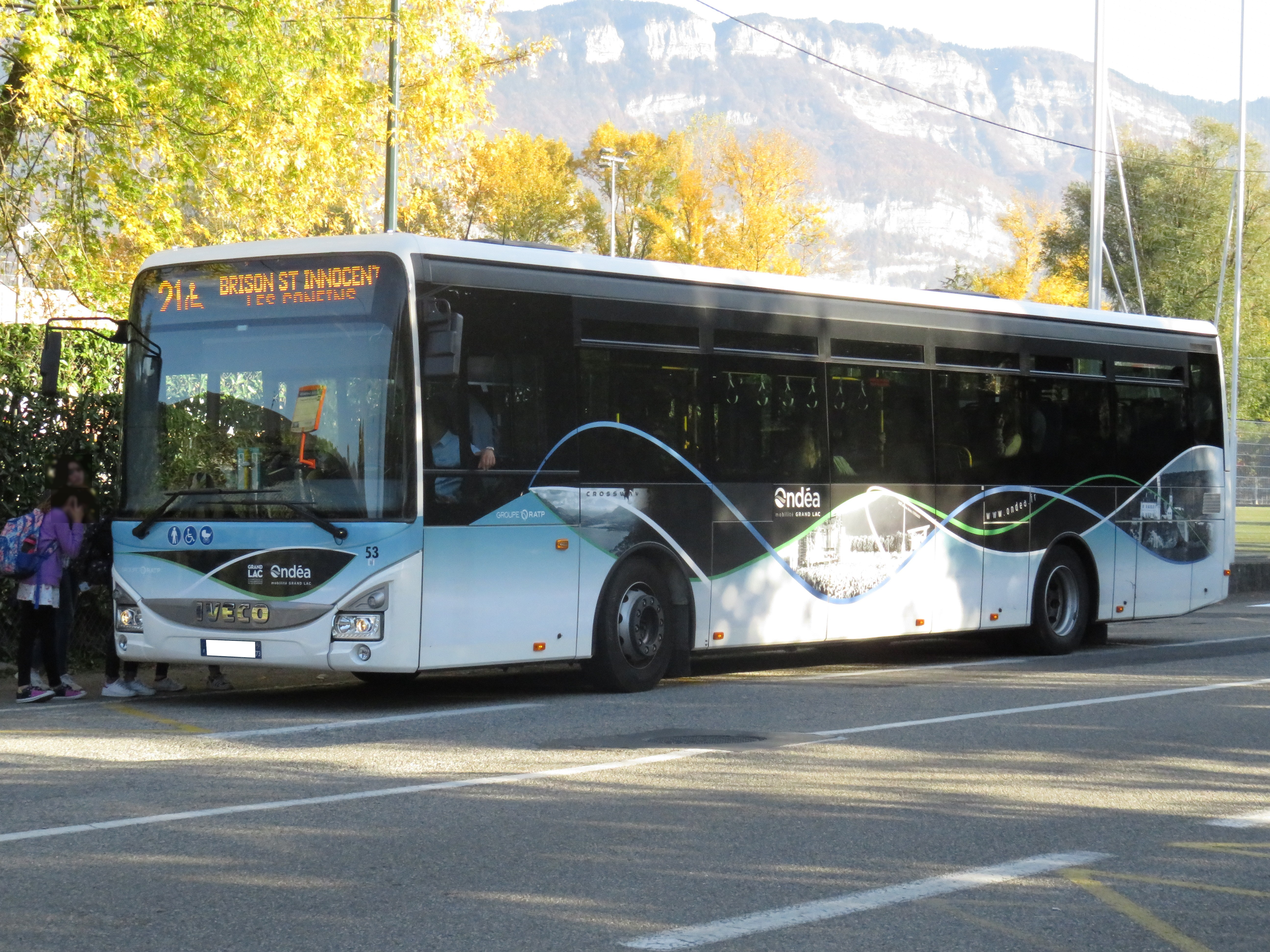
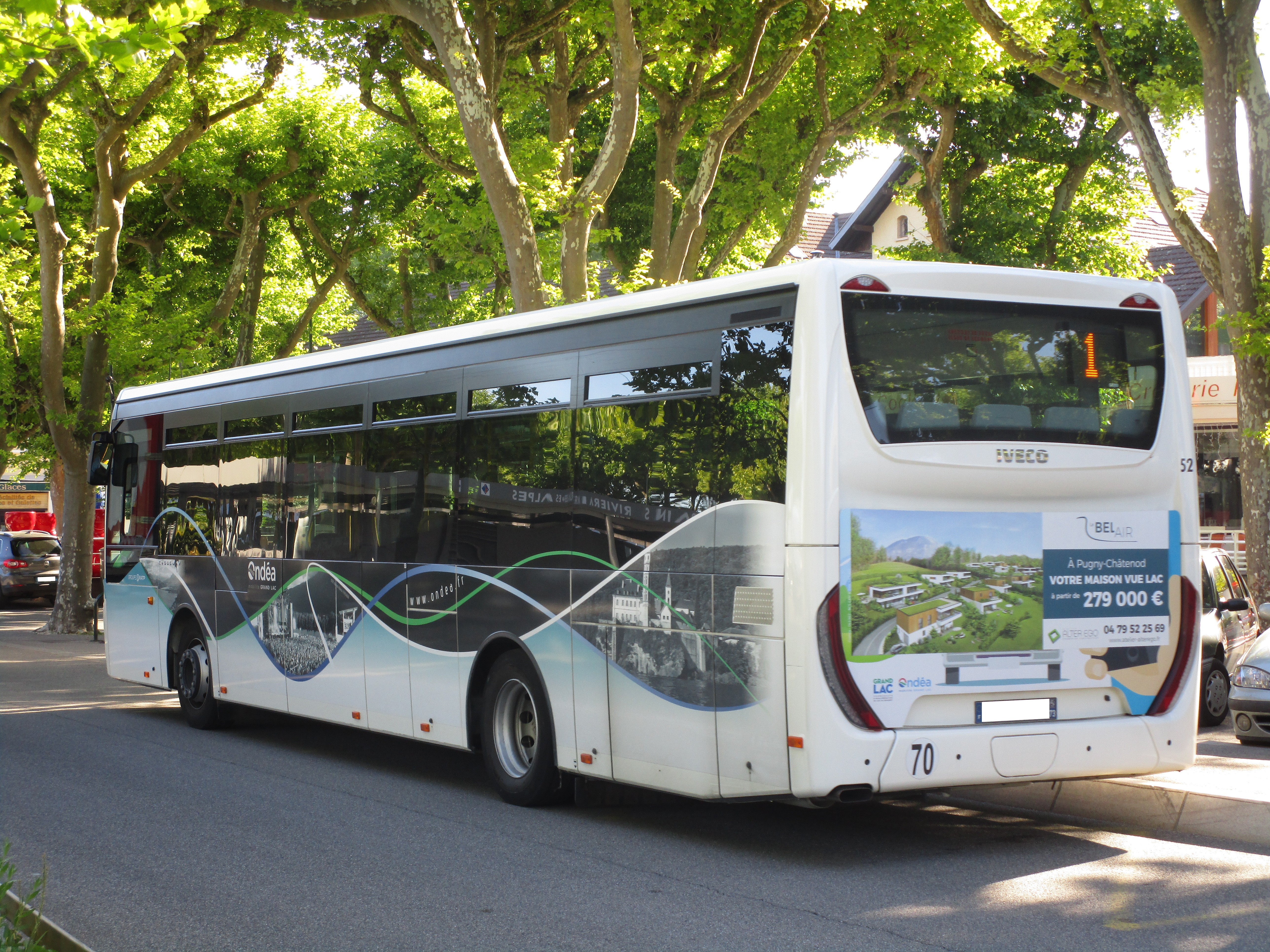
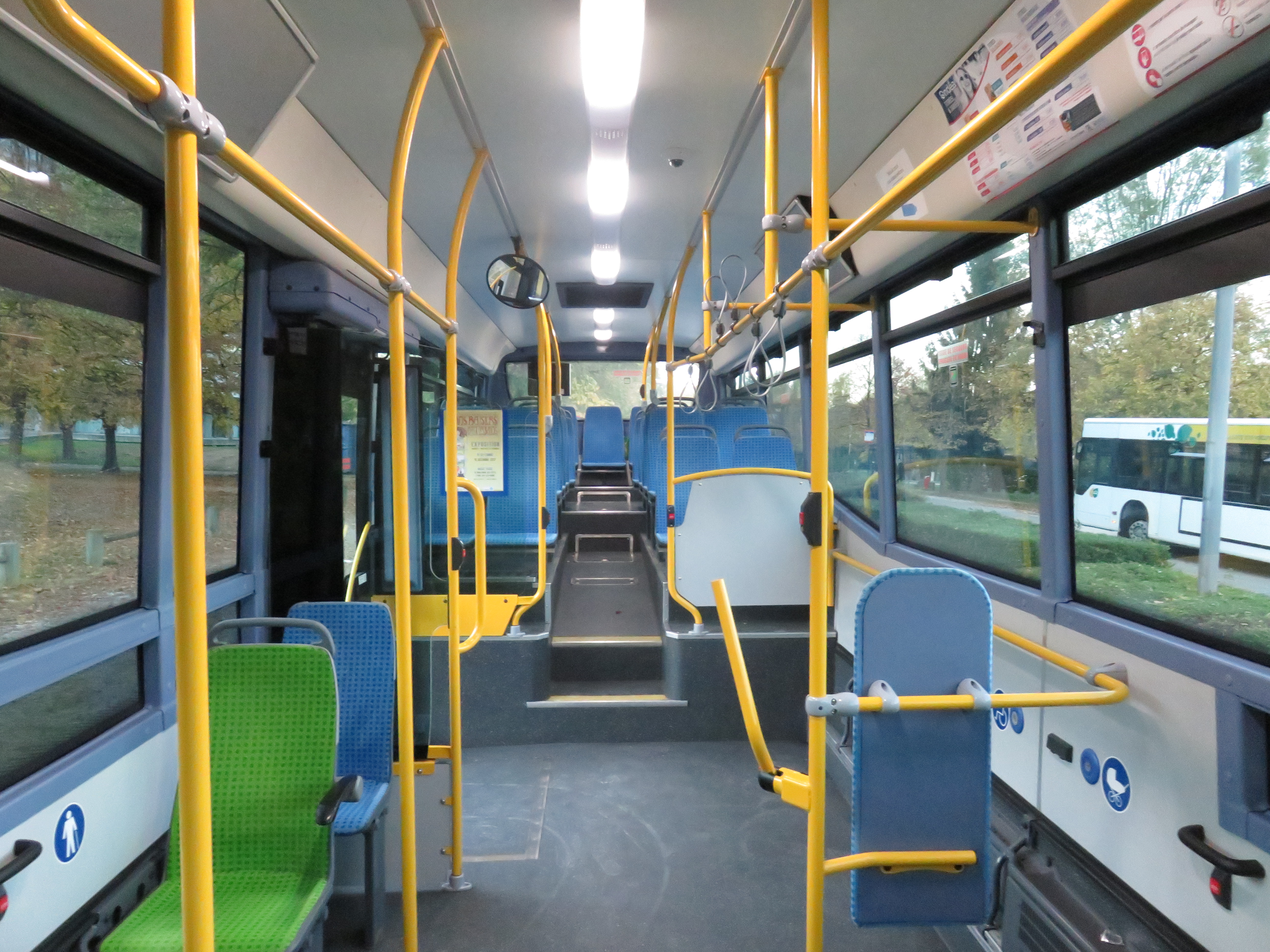
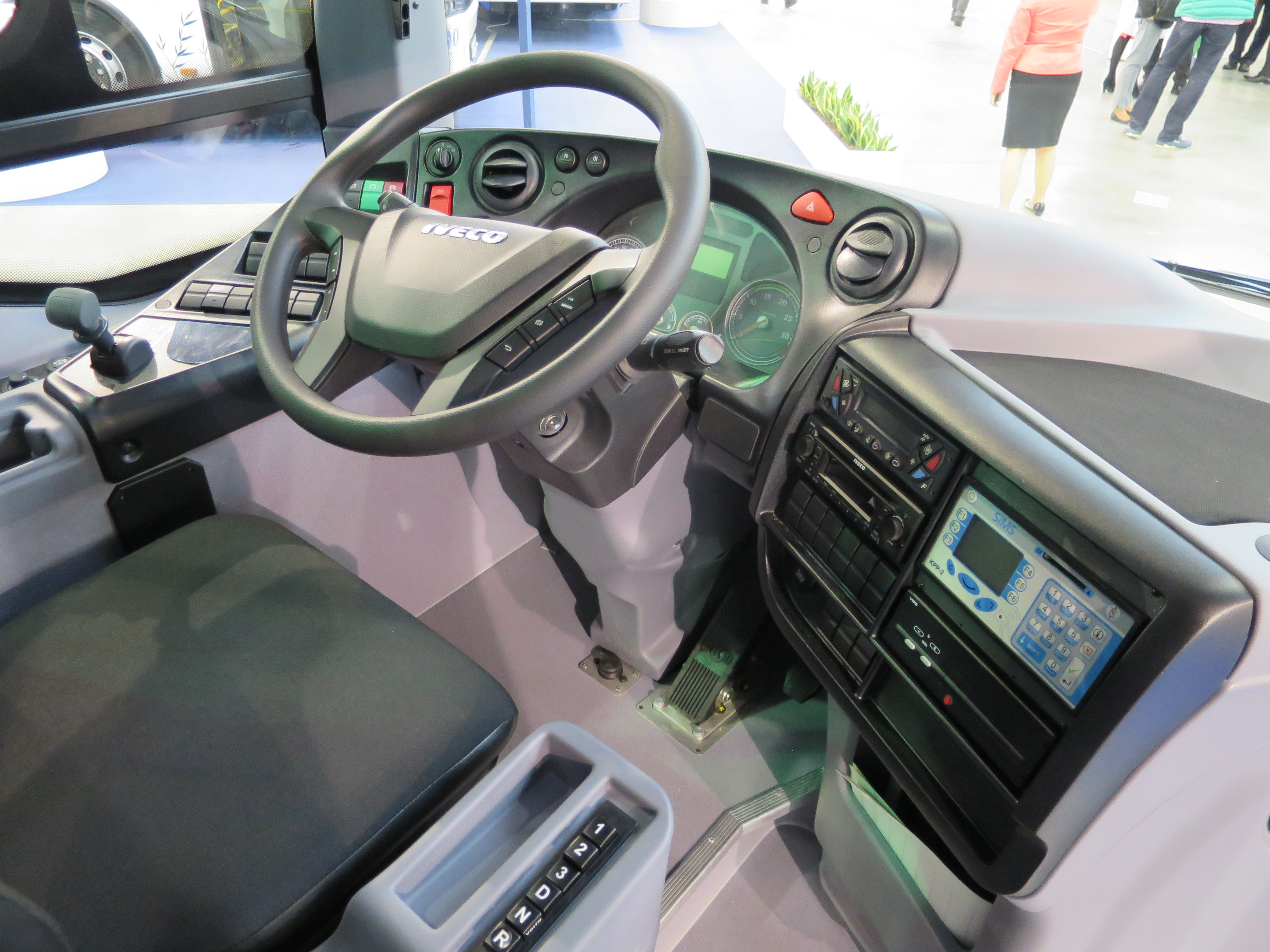

### Résumé du Crossway LE
- 2007 : lancement du Crossway LE sous la marque Irisbus.
- 2013 : lancement du Crossway LE sous la marque Iveco Bus.

| Générations                        | Production | Dérivés de chez Irisbus / Iveco Bus | Modèles similaires                  |
| ---------------------------------- | ---------- | ----------------------------------- | ----------------------------------- |
| Irisbus Crossway LE (2007 - 2013)  |            | Irisbus Crossway                    | Aucun                               |
| Iveco Bus Crossway LE (2013 - ...) |            | Iveco Bus Crossway                  | Setra S 415 / 416 / 418 LE business |

## Générations

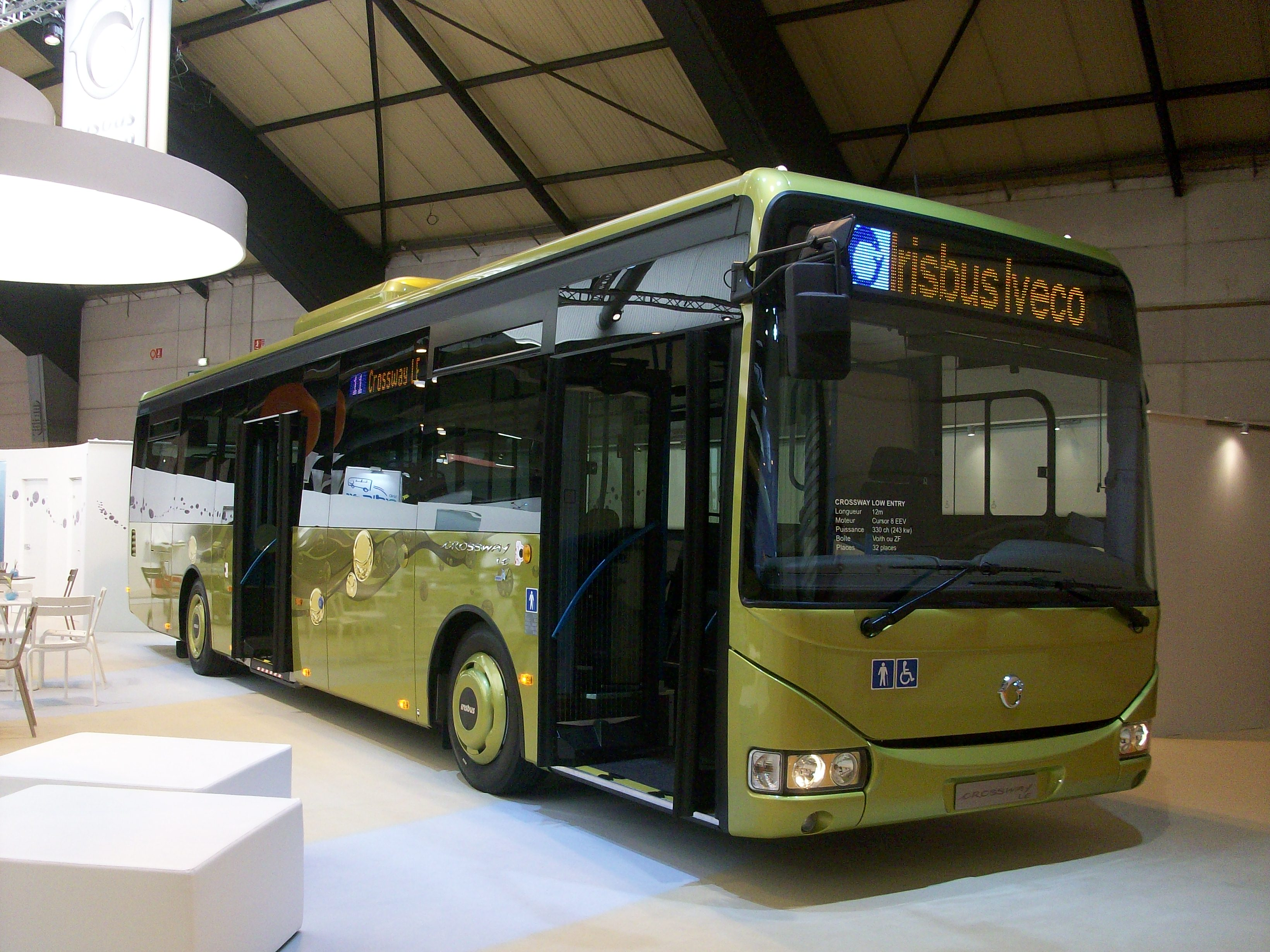
Irisbus Crossway LE.

Le Crossway LE a été produit avec 3 générations de moteurs Diesel : 
- Euro 4 : construits de 2007 à 2009, avec un moteur Iveco Cursor 8.
- Euro 5 : construits de 2009 à 2013, avec un moteur Iveco Cursor 8.
- Euro 6 : construits depuis 2013, avec un moteur Iveco Cursor 9.

## Les différentes versions

### Crossway LELine
Uniquement pour faire de la ligne périurbaine ou interurbaine courte et moyenne distance (ligne départementale).
- Commercialisation : depuis 2007.
- Dimension : 10.8 m, 12 m, 12.8 m, 13 m et 14.5 m. La version 10,8 mètres a augmenté de 55 centimètres en 2013, lors du renouvellement du modèle. Le 12.8 mètres a été commercialisé jusqu'en 2013. La version 13 mètres le remplace depuis. La version 14.5 mètres est commercialisée depuis début 2018.
- Motorisation : Iveco Tector 7 (depuis 2013) ou Iveco Cursor 8 puis Cursor 9 ; avec boîte de vitesses automatique à 4 ou 6 rapports. Limité électroniquement à 90 km/h.

### Crossway LECity
Uniquement pour faire de la ligne périurbaine ou urbaine. Contrairement à la version Line, celle-ci n'est pas équipée d’éléments de sécurité tels que les ceintures de siège, éthylotest pour le démarrage ou également le chronotachygraphe. Ils sont cependant disponibles en option. Le tableau de bord est différent et provient de l'Iveco Bus Urbanway.
- Commercialisation : depuis 2007.
- Dimension : 10.8 m, 12 m, 12.8 m, 13 m et 14.5 m. La version 10,8 mètres a augmenté de 55 centimètres en 2013, lors du renouvellement du modèle. Le 12.8 mètres a été commercialisé jusqu'en 2013. La version 13 mètres le remplace depuis. La version 14.5 mètres est commercialisée depuis début 2018.
- Motorisation : Iveco Tector 7 (depuis 2013) ou Iveco Cursor 8 puis Cursor 9 ; avec boîte de vitesses automatique à 4 ou 6 rapports. Limité électroniquement à 80 km/h.

### Crossway LENatural Power
Cette version est motorisée au GNV ou au Biométhane faisant 360 chevaux. Il est uniquement disponible en version 12 mètres.

### Les différentes longueurs

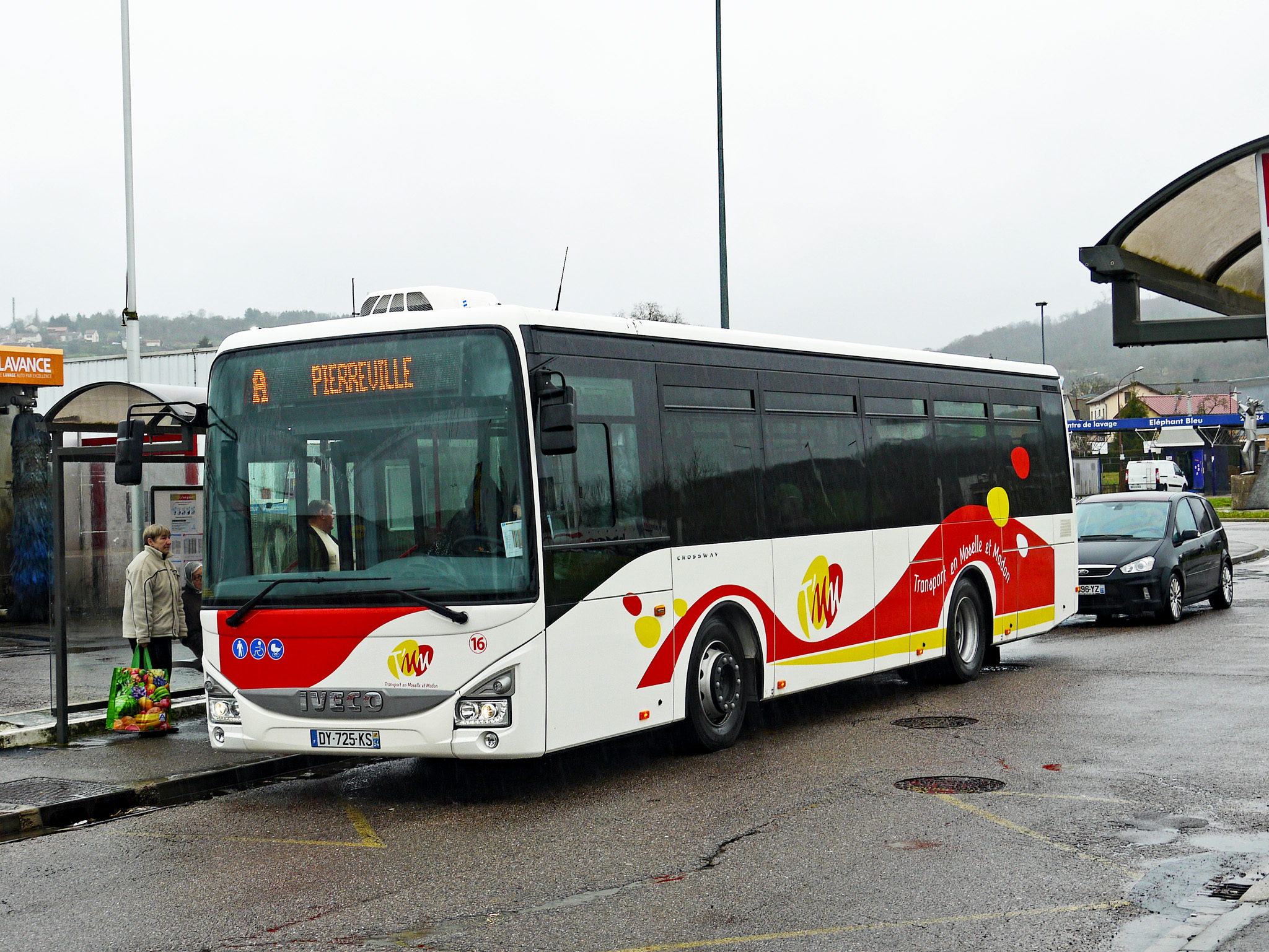
Iveco Crossway LE - 10.8 m.

Le Crossway LE est sorti en cinq longueurs différentes : 
- Crossway LE 10.8 m

Fabriqué depuis 2007 sous la marque Irisbus puis Iveco Bus dès 2013. Il ne remplace aucun véhicule.
- Crossway LE 12 m

Fabriqué depuis 2007 sous la marque Irisbus puis Iveco Bus dès 2013. Il remplace l'Irisbus Agora Moovy.
- Crossway LE 12.8 m

Fabriqué de 2007 à 2013 sous la marque Irisbus. Il sera remplacé par le Crossway LE 13 m d'Iveco Bus et ne remplace aucun véhicule.
- Crossway LE 13 m

Fabriqué depuis 2013 sous la marque Iveco Bus. Il remplace l'Irisbus Crossway LE 12.8 m.
- Crossway LE 14.5 m

Fabriqué depuis 2018 sous la marque Iveco Bus. Il ne remplace aucun véhicule.

## Caractéristiques

### Dimensions
|                                     | Irisbus/Iveco Bus Crossway LE Line | Irisbus/Iveco Bus Crossway LE Line   | Irisbus/Iveco Bus Crossway LE Line   | Irisbus/Iveco Bus Crossway LE Line   | Irisbus/Iveco Bus Crossway LE Line   | Irisbus/Iveco Bus Crossway LE Line   | Irisbus/Iveco Bus Crossway LE City | Irisbus/Iveco Bus Crossway LE City   | Irisbus/Iveco Bus Crossway LE City   | Irisbus/Iveco Bus Crossway LE City   | Irisbus/Iveco Bus Crossway LE City   | Irisbus/Iveco Bus Crossway LE City   |
| ----------------------------------- | ---------------------------------- | ------------------------------------ | ------------------------------------ | ------------------------------------ | ------------------------------------ | ------------------------------------ | ---------------------------------- | ------------------------------------ | ------------------------------------ | ------------------------------------ | ------------------------------------ | ------------------------------------ |
| 10.8m (2007 à 2013)                 | 10.8m (2013 à ...)                 | 12m (2007 à ...)                     | 12.8m (2007 à 2013)                  | 13m (2013 à ...)                     | 14.5m (2018 à ...)                   | 10.8m (2007 à 2013)                  | 10.8m (2013 à ...)                 | 12m (2007 à ...)                     | 12.8m (2007 à 2013)                  | 13m (2013 à ...)                     | 14.5m (2018 à ...)                   |                                      |
| Longueur                            | 10 790 mm                          | 10 845 mm                            | 12 050 mm                            | 12 760 mm                            | 12 965 mm                            | 14 495 mm                            | 10 790 mm                          | 10 845 mm                            | 12 050 mm                            | 12 760 mm                            | 12 965 mm                            | 14 495 mm                            |
| Largeur (sans rétroviseurs)         | 2 550 mm                           | 2 550 mm                             | 2 550 mm                             | 2 550 mm                             | 2 550 mm                             | 2 550 mm                             | 2 550 mm                           | 2 550 mm                             | 2 550 mm                             | 2 550 mm                             | 2 550 mm                             | 2 550 mm                             |
| Hauteur (sans climatisation)*       |                                    | 3 140 mm                             | 3 140 mm                             | 3 140 mm                             | 3 140 mm                             | 3 120 mm                             |                                    | 3 140 mm                             | 3 140 mm                             | 3 140 mm                             | 3 140 mm                             | 3 120 mm                             |
| Empattement                         |                                    | 4 825 mm                             | 6 030 mm                             |                                      | 6 945 mm                             | 6 945 / 1 530 mm                     |                                    | 4 825 mm                             | 6 030 mm                             |                                      | 6 945 mm                             | 6 945 / 1 530 mm                     |
| Porte-à-faux                        |                                    | AV : 2 165 mm AR : ?                 | AV : 2 725 mm AR : 3 292 mm          |                                      | AV : 2 725 mm AR : 3 292 mm          | AV : 2 725 mm AR : 3 295 mm          |                                    | AV : 2 165 mm AR : ?                 | AV : 2 725 mm AR : 3 292 mm          |                                      | AV : 2 725 mm AR : 3 292 mm          | AV : 2 725 mm AR : 3 295 mm          |
| Rayon de braquage (entre trottoirs) |                                    | 7 300 mm                             | 8 870 mm                             |                                      | 10 070 mm                            | 10 070 mm                            |                                    | 7 820 mm                             | 8 870 mm                             |                                      | 10 070 mm                            | 10 070 mm                            |
| Angle d’attaque / Fuite             |                                    | 7° / 7°                              | 7° / 7°                              | 7° / 7°                              | 7° / 7°                              |                                      | 7° / 7°                            | 7° / 7°                              | 7° / 7°                              | 7° / 7°                              | 7° / 7°                              | 7° / 7°                              |
| Masse à vide**                      |                                    |                                      |                                      |                                      |                                      |                                      |                                    |                                      |                                      |                                      |                                      |                                      |
| P.T.A.C.                            | 19 000 kg                          | 19 000 kg                            | 19 000 kg                            | 19 000 kg                            | 19 000 kg                            | 24 000 kg                            | 19 000 kg                          | 19 000 kg                            | 19 000 kg                            | 19 000 kg                            | 19 000 kg                            | 24 000 kg                            |
| Capacité : assis + debout = maxi**  |                                    | 37 à 41 + 33 = 70 à 74               | 45 à 49 + 36 = 81 à 85               |                                      | 49 à 53 + 33 = 82 à 86               | 57 à 61 + 30 = 87 à 91               |                                    | 32 assis                             | 38 assis                             |                                      | 41 assis                             | 41 à 45 + 90 = 131 à 135             |
| Rangement (en option)               |                                    | Racks : 1,4 m3                       | Racks : 1,8 m3                       |                                      | Racks : 2,1 m3                       |                                      |                                    | Racks : 1,4 m3                       | Racks : 1,8 m3                       |                                      | Racks : 2,1 m3                       |                                      |
| Portes                              | 2                                  | 2 ou 3                               | 2 ou 3                               | 2 ou 3                               | 2 ou 3                               | 2                                    | 2                                  | 2 ou 3                               | 2 ou 3                               | 2 ou 3                               | 2 ou 3                               | 2 ou 3                               |
| Hauteur du plancher                 |                                    | 340 / 980 mm                         | 340 / 980 mm                         | 340 / 980 mm                         | 340 / 980 mm                         |                                      |                                    | 340 / 980 mm                         | 340 / 980 mm                         | 340 / 980 mm                         | 340 / 980 mm                         | 340 / 980 mm                         |
| Réservoir à combustible             |                                    | Diesel : 200 à 320 AdBlue : 80 à 135 | Diesel : 200 à 320 AdBlue : 80 à 135 | Diesel : 200 à 320 AdBlue : 80 à 135 | Diesel : 200 à 320 AdBlue : 80 à 135 | Diesel : 200 à 320 AdBlue : 80 à 135 |                                    | Diesel : 200 à 320 AdBlue : 80 à 135 | Diesel : 200 à 320 AdBlue : 80 à 135 | Diesel : 200 à 320 AdBlue : 80 à 135 | Diesel : 200 à 320 AdBlue : 80 à 135 | Diesel : 200 à 320 AdBlue : 80 à 135 |

* = avec clim (10, 12 et 13 m) : 3 230 mm ; (14 m) : 3 205 mm.
** = variable selon l'aménagement intérieur.

### Chaîne cinématique

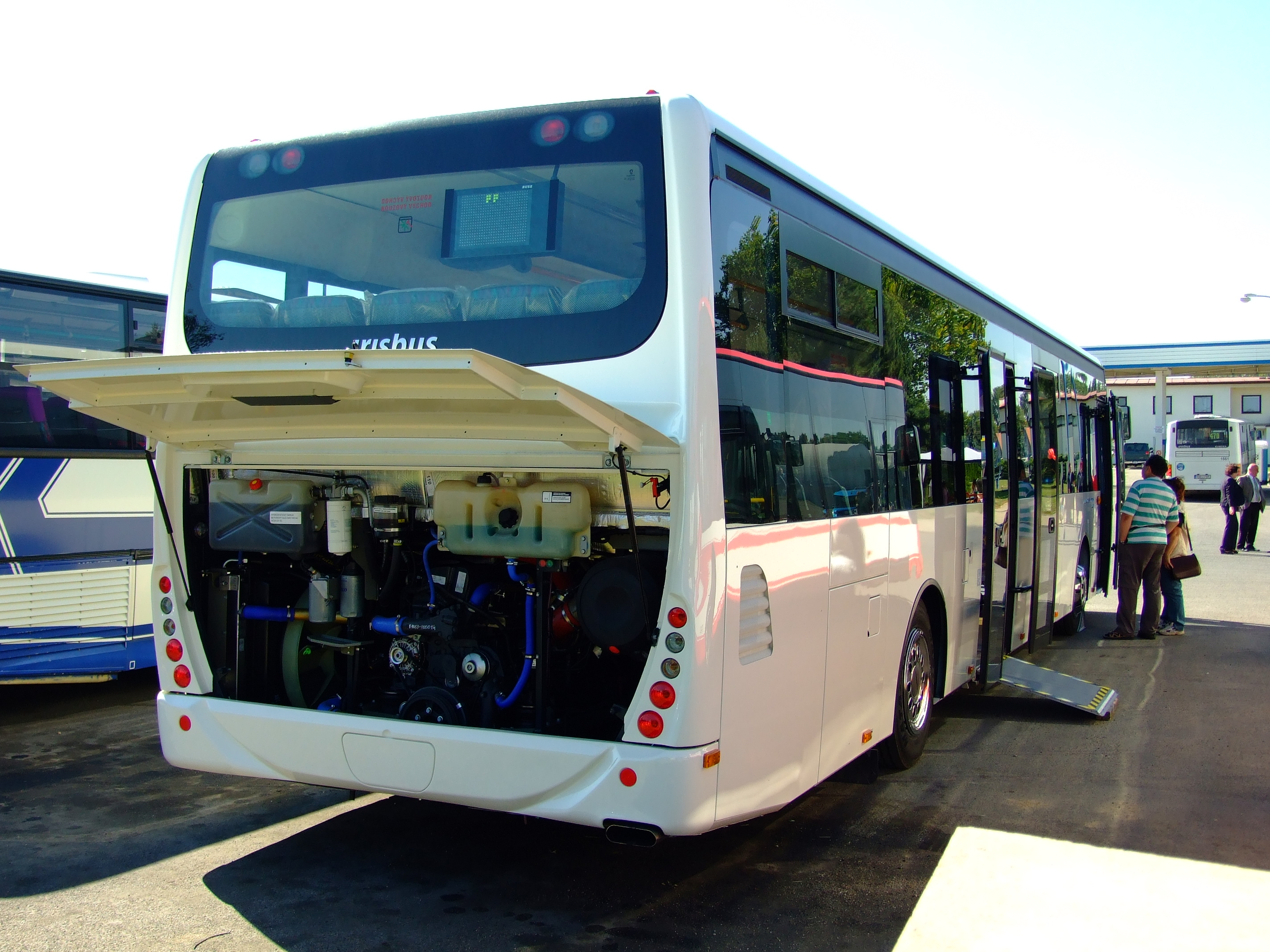
Irisbus Crossway LE - Cursor 8.

#### Moteur
Le Crossway LE a eu plusieurs motorisations gazole modifiées au fil des années de sa production en fonction des différentes normes européennes de pollution.
- l'Iveco Cursor 8 (Euro 4 et 5) six cylindres en ligne à injection directe Common Rail de ? litres avec turbocompresseur faisant ? kW (? ch).
- l'Iveco Tector 7 (Euro 5 et 6) six cylindres en ligne à injection directe Common Rail de 6,7 litres avec turbocompresseur faisant 210 et 235 kW (285 et 320 ch).
- l'Iveco Cursor 9 (Euro 5 et 6) six cylindres en ligne à injection directe Common Rail de 8,7 litres avec turbocompresseur faisant 265 kW (360 ch).

- lIveco Cursor 9 NP (Euro 6) six cylindres en ligne à injection directe Common Rail faisant 265 kW (360 ch).

Il sera équipé d'une boite de vitesses manuelle ou automatique. Plus d'infos : voir Boite de vitesses.
| Modèle                                                       | Construction | Moteur + Nom                        | Norme Euro  | Cylindrée         | Performance                          | Couple                         | Vitesse maxi* | Consommation + CO2    |
| ------------------------------------------------------------ | ------------ | ----------------------------------- | ----------- | ----------------- | ------------------------------------ | ------------------------------ | ------------- | --------------------- |
| Crossway LE Line / 10.8 - 12 m (Automatique VOITH / ZF)      | 2007 - 2013  | 6 cylindres en ligne Iveco Cursor 8 | Euro 4 et 5 | 7 880 cm3 (7,9 L) | 242 kW (330 ch) à ... tr/min         | ... N m à ... tr/min           | 90 km/h       | ... l/100 km ... g/km |
| Crossway LE City / 10.8 - 12 m (Automatique VOITH / ZF)      | 2007 - 2013  | 6 cylindres en ligne Iveco Cursor 8 | Euro 4 et 5 | 7 880 cm3 (7,9 L) | 242 kW (330 ch)                      |                                | 85 km/h       |                       |
| Crossway LE Line / 10.8 - 12 - 13 m (Automatique VOITH / ZF) | 2013 - ...   | 6 cylindres en ligne Iveco Tector 7 | Euro 5 et 6 | 6 700 cm3 (6,7 L) | 235 kW (320 ch) à 2 050-2 500 tr/min | 1 100 N m à 1 250-2 100 tr/min | 90 km/h       |                       |
| Crossway LE Line / 10.8 - 12 - 13 m (Automatique VOITH / ZF) | 2013 - ...   | 6 cylindres en ligne Iveco Cursor 9 | Euro 5 et 6 | 8 700 cm3 (8,7 L) | 265 kW (360 ch) à 1 700-2 200 tr/min | 1 650 N m à 1 125-2 550 tr/min | 90 km/h       |                       |
| Crossway LE Line / 14.5 m (Auto. VOITH / ZF - Méca. ZF)      | 2013 - ...   | 6 cylindres en ligne Iveco Cursor 9 | Euro 6      | 8 700 cm3 (8,7 L) | 265 kW (360 ch) à 1 700-2 200 tr/min | 1 650 N m à 1 125-2 550 tr/min | 90 km/h       |                       |
| Crossway LE City / 10.8 - 12 - 13 m (Automatique VOITH / ZF) | 2013 - ...   | 6 cylindres en ligne Iveco Tector 7 | Euro 5 et 6 | 6 700 cm3 (6,7 L) | 210 kW (285 ch) à 2 050-2 500 tr/min | 1 000 N m à 1 250-2 100 tr/min | 85 km/h       |                       |
| Crossway LE City / 10.8 - 12 - 13 m (Automatique VOITH / ZF) | 2013 - ...   | 6 cylindres en ligne Iveco Cursor 9 | Euro 5 et 6 | 8 700 cm3 (8,7 L) | 265 kW (360 ch) à 1 700-2 200 tr/min | 1 650 N m à 1 125-2 550 tr/min | 85 km/h       |                       |
| Crossway LE City / 14.5 m (Auto. VOITH / ZF - Méca. ZF)      | 2013 - ...   | 6 cylindres en ligne Iveco Cursor 9 | Euro 6      | 8 700 cm3 (8,7 L) | 265 kW (360 ch) à 1 700-2 200 tr/min | 1 650 N m à 1 125-2 550 tr/min | 85 km/h       |                       |

| Modèle                                                    | Construction | Moteur + Nom                           | Norme Euro | Cylindrée       | Performance                  | Couple               | Vitesse maxi* | Consommation + CO2    |
| --------------------------------------------------------- | ------------ | -------------------------------------- | ---------- | --------------- | ---------------------------- | -------------------- | ------------- | --------------------- |
| Crossway LE Natural Power / 12 m (Automatique VOITH / ZF) | 2018 - ...   | 6 cylindres en ligne Iveco Cursor 9 NP | Euro 6     | ... cm3 (... L) | 265 kW (360 ch) à ... tr/min | ... N m à ... tr/min | 85 km/h       | ... l/100 km ... g/km |

* Bridé électroniquement.

#### Boite de vitesses
Les Crossway LE sont équipés d'une boite de vitesses automatique de marque ZF à 4 ou 6 rapports, selon le choix du transporteur. Les versions 14.5 m sont quant à eux uniquement disponible avec une boite mécanique à 6 rapports.

### Options et accessoires
Intérieur

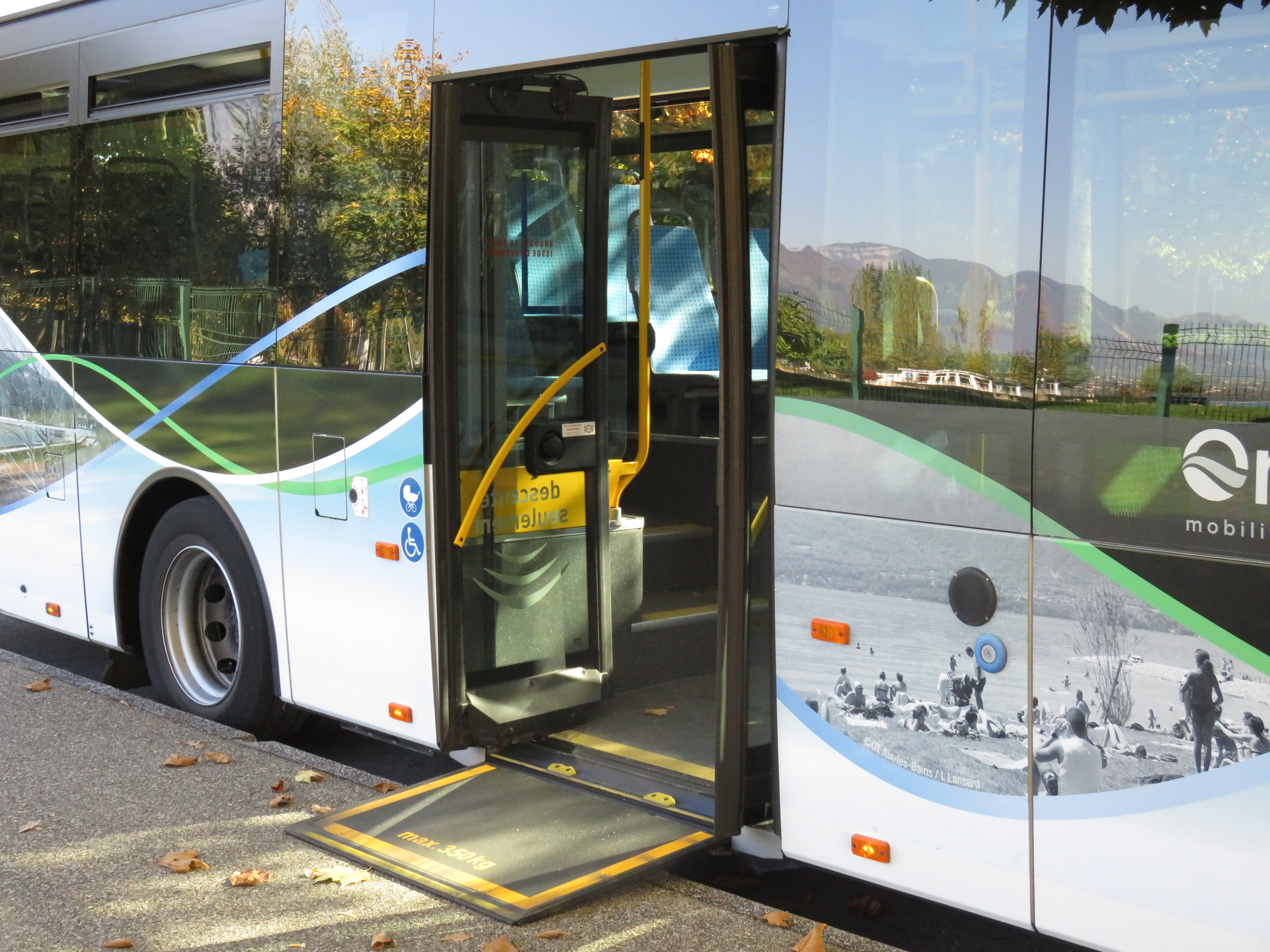
Rampe PMR et agenouillement.

- Aménagement intérieur (disposition des sièges)
- Rideaux
- Racks à bagage
- Climatisation
- Prises USB (conducteur et passager)
- Éclairage d'ambiance (couleur bleu uniquement)
- Portillon conducteur
- Ceintures de sécurité (Crossway LE City)
- Éthylotest anti-démarrage (Crossway LE City)

Extérieur
- Rampe PMR (Crossway LE Line)
- Baies basses
- Feux anti-brouillard
- Agenouillement
- Porte-vélo
- Girouette couleur

### Documents techniques
- « Crossway Low Entry », brochure commerciale, sur le site du constructeur
- « Crossway 10,8m / 12m / 13m Autocar Low Entry – Euro 6 », brochure technique, sur le site du constructeur
- « Crossway 10,8m / 12m / 13m Autobus Low Entry – Euro 6 », brochure technique, sur le site du constructeur
- « Crossway Low Entry 12m – Natural Power », brochure technique, sur le site du constructeur, 2017
- « Crossway Autobus Low Entry 14,5m – Euro 6 », brochure technique, sur le site du constructeur, 2017